# Ro Ogura
Ro Ogura (Japans: 小倉 朗, Ogura Rō) (Kitakyushu, 19 januari 1916 – ?, 26 augustus 1990) was een Japans componist, muziekpedagoog en schrijver.

## Levensloop
Ogura, die vooral in Tokio en in Kamakura leefde, studeerde moderne Franse muziek bij Shiro Fukai en Tomojiro Ikenouchi. Om het dirigeren van de symfonieën van Ludwig van Beethoven te leren, studeerde hij bij Joseph Rosenstock (1895-1985), een Joodse professor en dirigent uit Polen, die in Darmstadt en Mannheim aan de opera als dirigent gewerkt had en naar Japan was gekomen. Natuurlijk was hij zeer geïnteresseerd in de Duitse klassieke muziek en schreef meerdere symfonieën, die hem in Japan later de naam "Ogurahms", in navolging van Johannes Brahms, inbrachten. Dit kwam in de loop van de jaren tot artistieke stilstand en crisis en vernietigde een groot aantal van zijn werken. Ogura oriënteerde zich toen aan andere richtingen en werd geïnteresseerd in de muziek en de compositorische richting van Béla Bartók. 
Hij begon muziek te schrijven, die gebaseerd en geïnspireerd was op respectievelijk door de traditionele Japanse volksmuziek. Ogura was bevriend met Minoru Matsuya wiens zoon Midori Matsuya (1943-1994) bij hem compositie en harmonie studeerde. Verder behoorden tot zijn leerlingen: Yuji Takahashi (高橋悠治), Keiko Shichijo en Hiroaki Zakoji. 
Naast zijn compositorische werkzaamheden was hij ook een getalenteerd schrijver die verschillende boeken publiceerde, maar ook een gepassioneerde kunstschilder. 

## Composities

### Werken voor orkest
- 1953 Dance Suite, voor orkest
- 1957 Five Movements on Japanese Folk Songs, voor orkest
- 1959 Burlesque, voor orkest
- 1963 Sonatine, voor strijkorkest
- 1968 Symfonie in G
- 1968 Concert in a mineur, voor piano en orkest
- 1971 Concert, voor viool en orkest
- 1971 Compositie, voor strijkorkest
- 1975 Compositie in Fis, voor orkest
- 1980 Concert, voor cello en orkest

### Werken voor harmonieorkest
- Burlesque, voor harmonieorkest (gearrangeerd door Bin Kaneda)

### Cantates
- 1974 Stars of Nighthawk, cantate voor mannenkoor - tekst: Miyazawa Kenzi en van de componist

### Muziektheater

#### Opera's
| Voltooid in | titel            | aktes | première | libretto |
| ----------- | ---------------- | ----- | -------- | -------- |
|             | 寝太 (Thick bed) |       |          |          |

### Vocale muziek

#### Werken voor koor
- 1958 Negen stukken op kinderliederen uit de Tohoku regio, voor vrouwenkoor a capella 
  1. Crow
  2. A lullaby
  3. Snow Kon Kon
  4. In this crucible with
  5. Hotaru Koi
  6. This is thirty thousand monkeys
  7. Postman
  8. You do dwarf
  9. All three animals you can
- 1959 Vijf stukken op kinderliederen uit de Tohoku regio, voor vrouwenkoor a capella
- 1960 Zeven liederen op kinderensagen, voor vrouwenkoor a capella 
  1. I'm of the tree's
  2. I Yamo
  3. Ro snow and this -
  4. And Ubata
  5. Mickey Mouse Mickey Mouse firmly ha
  6. Geez cow
  7. Crow
- 1964 Zeven volksliederen uit Noord-Oost Japan, voor mannenkoor 
  1. And then, and this
  2. What you Mori
  3. Three dimensions of hearing
  4. The state as Hazuki sauce
  5. Sparrow sparrow etc. etc.
  6. Ho High Section
  7. Play Song
- 1964 Ondo, voor gemengd koor
- 1967 Aesop's Fables, suite voor gemengd koor en slagwerk 
  1. Prologue
  2. North Wind and the Sun
  3. Town Mouse and Country Mouse
  4. The Hungry Fox swollen
  5. Fox and the Grapes
  6. Cat bell
  7. King of birds selected
  8. Epilogue
- 1967 Yamanaka Takashi
- 1967 Drie liederen uit Zuid-Japan, voor gemengd koor 
  1. Song of the Wind
  2. Song of the Waves
  3. Song of the Waves
- Herfstnachten conversatie, voor vrouwenkoor - tekst: Shinpei Kusano

#### Liederen
- 1946 Drie liederen, voor zangstem en piano - tekst: Miyoshi Tatsuzi

### Kamermuziek
- 1954 Strijkkwartet
- 1960 Sonatine, voor viool en piano
- 1972 8 Divertimento, voor blazers
- 1977 Compositie, voor dwarsfluit, viool en piano

### Werken voor piano
- 1937 Sonatine
- 1943 Hayabusa
- 1953 Dance Suite, voor twee piano's vierhandig
- 1966 Composition I
- 1968 Composition II
- 1970 Senritsu
- 1970 Composition III
- 1970 Imitatie